# Championnat de France de rugby à XV 1902-1903
Navigation
1901-1902 1903-1904

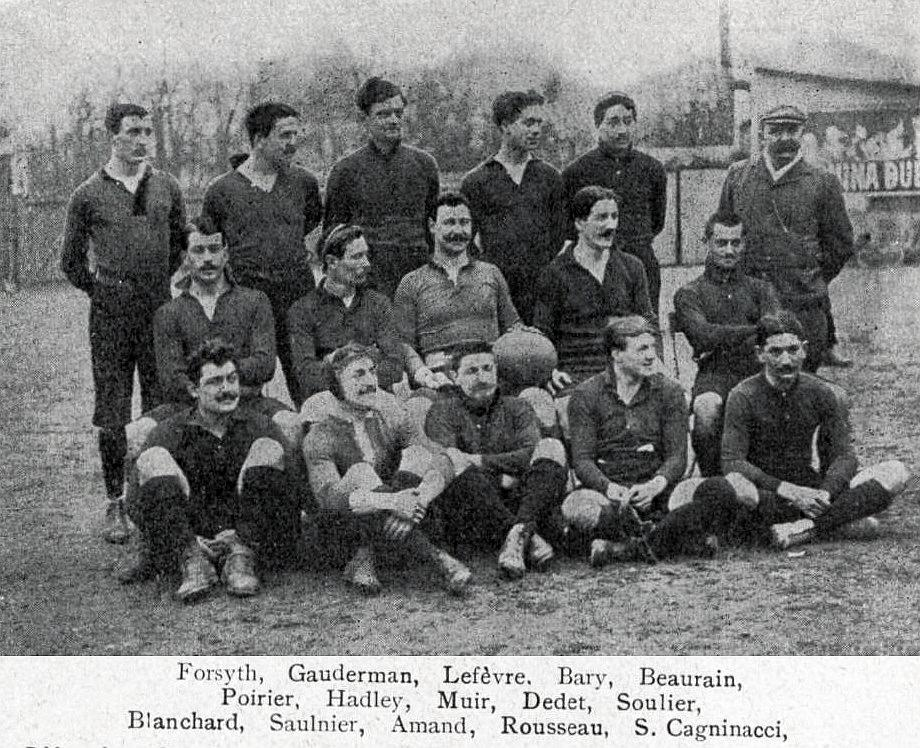
Le Stade français en 1903 (février, vice-champion de Paris face au RCF).

Le douzième édition du championnat de France de football-rugby de première série de l'USFSA 1902-1903 est remporté par le Stade français qui bat le Stade olympien des étudiants de Toulouse (SOET) en finale.

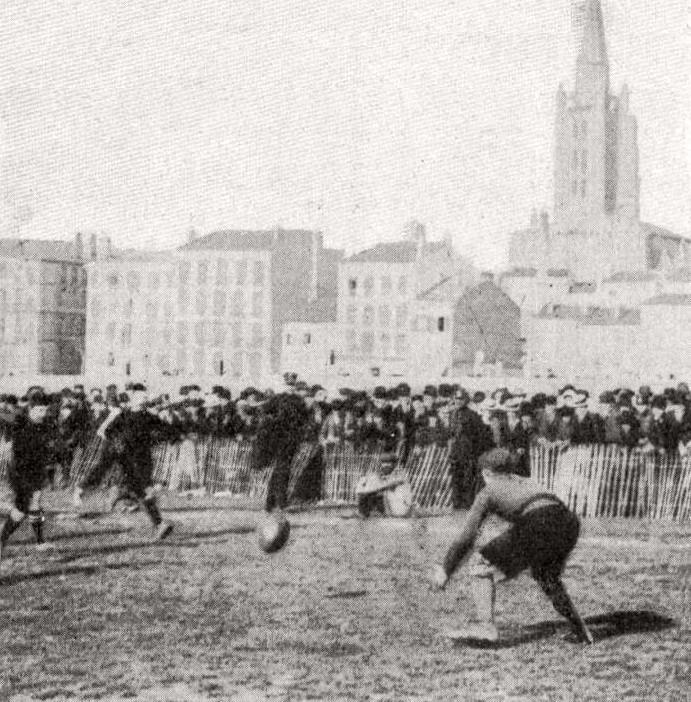
Raoul Saulnier du SF vient à l'encontre du ballon dribblé par les joueurs du SOET.

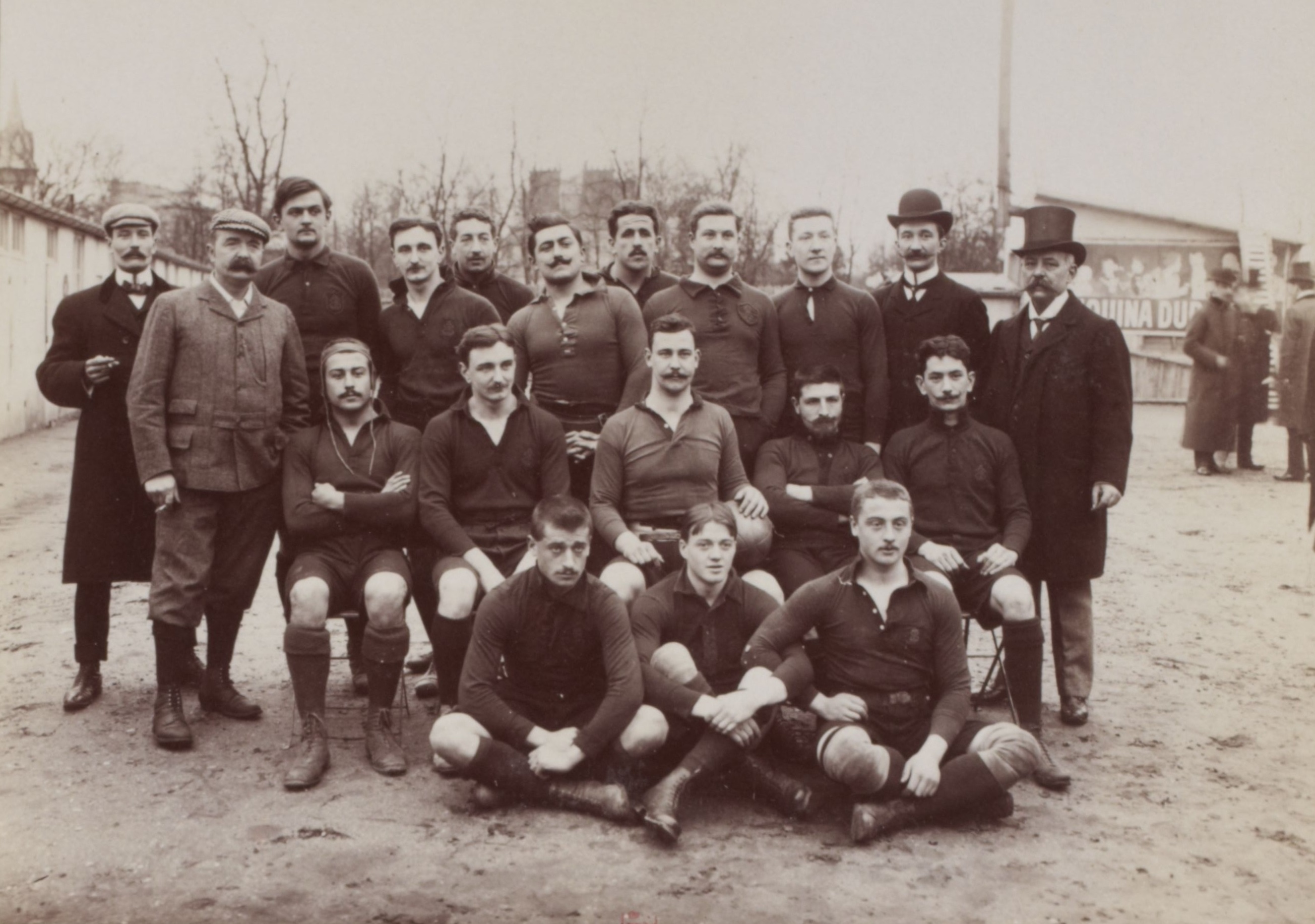
Le Stade français en 1903 (4 janvier).

Lors de cette saison, le Racing CF, champion en titre du championnat de France s'est vu retirer son titre de champion de Paris par l'organisateur, à la suite d'une disqualification devant laisser sa place dans le championnat au Stade français.
Le Stade olympien devient le second club de province à disputer la finale du championnat de France après le Stade bordelais en 1899. Il s'agit aussi de la première finale jouée à Toulouse.

## Participants
Les clubs qualifiés pour le championnat de France, sont les neufs champions régionaux de l'USFSA.

### Disqualification du champion de Paris de l'USFSA
Le champion de France en titre, le Racing CF vaincu le Stade français (19-0) lors du championnat de Paris de l'USFSA. En effet, le Racing avait recruté un anglais, Taylor deux mois auparavant et à la fin de la rencontre, les stadistes ont porté une réclamation au sujet de sa qualification pour ce match. Une terrible bataille au sein de la commission de l'USFSA s'éternise entre les deux clubs rivaux.
Estimant être dans son droit, le Racing débute son aventure dans le championnat de France comme il l'était prévu. Le 22 mars 1903, il se rend sur le terrain du HAC et vainc les havrais 14 à 0.
La commission de l'USFSA rend sa décision, le 27 mars 1903, de ne pas homologuer la victoire contre le SF du 22 février 1903. Par conséquent, disqualification des ciels et blancs et leur titre de champion de Paris est donc attribué au Stade français se qualifiant ainsi pour le championnat de France. Ils joueront la demi-finale contre le Havre, le 5 avril 1903.

### Champion du Littoral de l'USFSA
On remarque aussi que l'Olympique de Marseille était considéré comme champion du Littoral mais que, à la suite d'un incident durant le match UAP-OM, l'UA de Provence fut finalement reconnu comme champion du Littoral après forfait de l'OM pour le championnat. On note un erratum du procès-verbal de séance du 3 mars indiquant que l'UAP était bien champion du Littoral.
Ainsi, voici les qualifiés pour le championnat :
- Stade grenoblois, champion des Alpes
- Vélo sport chartrain, champion du Centre Ouest
- Racing club chalonnais, champion de l'Est
- Union athlétique de Provence, champion du Littoral
- Le Havre athletic club, champion de la Haute-Normandie
- Stade français champion de Paris[1]
- Stade olympien des étudiants de Toulouse, champion du Sud
- Football club de Lyon, champion du Sud-Est
- Stade bordelais université club, champion du Sud-Ouest

## Organisation
Comme l'an dernier, on réunit les champions régionaux dans des zones interrégionales.
- Région Garonne : Bordeaux et Toulouse
- Région Rhône : Chalon-sur-Saône, Grenoble, Lyon et Provence
- Région Seine : Chartres, Le Havre et Paris

Les rencontres ont lieu suivant les tableaux suivants :
- Région Garonne :
  - Sud contre Sud-Ouest
- Région Rhône :
  - Match 1 : Est contre Sud-Est
  - Match 2 : Littoral contre Alpes
  - Match 3 : vainqueur 1 contre vainqueur 2
- Finale interrégionale : Garonne contre Rhône
- Région Seine :
  - Match 1 : Centre-Ouest contre Haute-Normandie
  - Match 2 (« demi-finale 1 du championnat de France ») : vainqueur 1 contre Paris
- Demi-finale 2 du championnat de France : Garonne contre Rhône
- Finale du championnat de France : vainqueur Garonne-Rhône contre vainqueur Seine

## Résultats

### Tableau final
Le graphique du Championnat n'est pas représentatif de la réalité de l'organisation de l'époque mais permet une meilleure compréhension visuelle.
|  | 1re éliminatoire          | 1re éliminatoire                       | 1re éliminatoire         | 1re éliminatoire   |                             |                 | 2de éliminatoire            | 2de éliminatoire            | 2de éliminatoire            | 2de éliminatoire            |  |  | Demi-finales            | Demi-finales            | Demi-finales            | Demi-finales            |  |  | Finale                      | Finale                      | Finale                      | Finale                      |
|  |                           |                                        |                          |                    |                             |                 |                             |                             |                             |                             |  |  |                         |                         |                         |                         |  |  |                             |                             |                             |                             |
|  |                           |                                        |                          |                    |                             |                 | Le 1er mars 1903 à Toulouse | Le 1er mars 1903 à Toulouse | Le 1er mars 1903 à Toulouse | Le 1er mars 1903 à Toulouse |  |  | Le 29 mars 1903 à Paris | Le 29 mars 1903 à Paris | Le 29 mars 1903 à Paris | Le 29 mars 1903 à Paris |  |  | Le 26 avril 1903 à Toulouse | Le 26 avril 1903 à Toulouse | Le 26 avril 1903 à Toulouse | Le 26 avril 1903 à Toulouse |
|  |                           |                                        |                          |                    |                             |                 | Le 1er mars 1903 à Toulouse | Le 1er mars 1903 à Toulouse | Le 1er mars 1903 à Toulouse | Le 1er mars 1903 à Toulouse |  |  | Le 29 mars 1903 à Paris | Le 29 mars 1903 à Paris | Le 29 mars 1903 à Paris | Le 29 mars 1903 à Paris |  |  | Le 26 avril 1903 à Toulouse | Le 26 avril 1903 à Toulouse | Le 26 avril 1903 à Toulouse | Le 26 avril 1903 à Toulouse |
|  |                           |                                        |                          |                    |                             |                 | Le 1er mars 1903 à Toulouse | Le 1er mars 1903 à Toulouse | Le 1er mars 1903 à Toulouse | Le 1er mars 1903 à Toulouse |  |  | Le 29 mars 1903 à Paris | Le 29 mars 1903 à Paris | Le 29 mars 1903 à Paris | Le 29 mars 1903 à Paris |  |  | Le 26 avril 1903 à Toulouse | Le 26 avril 1903 à Toulouse | Le 26 avril 1903 à Toulouse | Le 26 avril 1903 à Toulouse |
|  |                           |                                        |                          |                    |                             |                 | Le 1er mars 1903 à Toulouse | Le 1er mars 1903 à Toulouse | Le 1er mars 1903 à Toulouse | Le 1er mars 1903 à Toulouse |  |  | Le 29 mars 1903 à Paris | Le 29 mars 1903 à Paris | Le 29 mars 1903 à Paris | Le 29 mars 1903 à Paris |  |  | Le 26 avril 1903 à Toulouse | Le 26 avril 1903 à Toulouse | Le 26 avril 1903 à Toulouse | Le 26 avril 1903 à Toulouse |
|  | SOE de Toulouse           | SOE de Toulouse                        | 8                        | 8                  |                             |                 |                             |                             |                             |                             |  |  | Le 29 mars 1903 à Paris | Le 29 mars 1903 à Paris | Le 29 mars 1903 à Paris | Le 29 mars 1903 à Paris |  |  | Le 26 avril 1903 à Toulouse | Le 26 avril 1903 à Toulouse | Le 26 avril 1903 à Toulouse | Le 26 avril 1903 à Toulouse |
|  | SOE de Toulouse           | SOE de Toulouse                        | 8                        | 8                  |                             |                 |                             |                             |                             |                             |  |  | Le 29 mars 1903 à Paris | Le 29 mars 1903 à Paris | Le 29 mars 1903 à Paris | Le 29 mars 1903 à Paris |  |  | Le 26 avril 1903 à Toulouse | Le 26 avril 1903 à Toulouse | Le 26 avril 1903 à Toulouse | Le 26 avril 1903 à Toulouse |
|  |                           |                                        | Stade bordelais UC       | Stade bordelais UC | 3                           | 3               |                             |                             |                             |                             |  |  | Le 29 mars 1903 à Paris | Le 29 mars 1903 à Paris | Le 29 mars 1903 à Paris | Le 29 mars 1903 à Paris |  |  | Le 26 avril 1903 à Toulouse | Le 26 avril 1903 à Toulouse | Le 26 avril 1903 à Toulouse | Le 26 avril 1903 à Toulouse |
|  |                           |                                        |                          |                    | 3                           | 3               |                             |                             |                             |                             |  |  | Le 29 mars 1903 à Paris | Le 29 mars 1903 à Paris | Le 29 mars 1903 à Paris | Le 29 mars 1903 à Paris |  |  | Le 26 avril 1903 à Toulouse | Le 26 avril 1903 à Toulouse | Le 26 avril 1903 à Toulouse | Le 26 avril 1903 à Toulouse |
|  |                           | Le 15 mars 1903 et 22 mars 1903 à Lyon |                          |                    |                             |                 |                             |                             |                             |                             |  |  | Le 29 mars 1903 à Paris | Le 29 mars 1903 à Paris | Le 29 mars 1903 à Paris | Le 29 mars 1903 à Paris |  |  | Le 26 avril 1903 à Toulouse | Le 26 avril 1903 à Toulouse | Le 26 avril 1903 à Toulouse | Le 26 avril 1903 à Toulouse |
|  |                           |                                        |                          |                    |                             |                 |                             |                             |                             |                             |  |  | Le 29 mars 1903 à Paris | Le 29 mars 1903 à Paris | Le 29 mars 1903 à Paris | Le 29 mars 1903 à Paris |  |  | Le 26 avril 1903 à Toulouse | Le 26 avril 1903 à Toulouse | Le 26 avril 1903 à Toulouse | Le 26 avril 1903 à Toulouse |
|  | SOE de Toulouse           | SOE de Toulouse                        | 3                        | 3                  |                             |                 |                             |                             |                             |                             |  |  |                         |                         |                         |                         |  |  | Le 26 avril 1903 à Toulouse | Le 26 avril 1903 à Toulouse | Le 26 avril 1903 à Toulouse | Le 26 avril 1903 à Toulouse |
|  | SOE de Toulouse           | SOE de Toulouse                        | 3                        | 3                  | Le 22 février 1903 à Chalon |                 |                             |                             |                             |                             |  |  |                         |                         |                         |                         |  |  | Le 26 avril 1903 à Toulouse | Le 26 avril 1903 à Toulouse | Le 26 avril 1903 à Toulouse | Le 26 avril 1903 à Toulouse |
|  |                           |                                        | FC de Lyon               | FC de Lyon         | 0                           | 0               |                             |                             |                             |                             |  |  |                         |                         |                         |                         |  |  | Le 26 avril 1903 à Toulouse | Le 26 avril 1903 à Toulouse | Le 26 avril 1903 à Toulouse | Le 26 avril 1903 à Toulouse |
|  | RC Chalon                 | RC Chalon                              | FC de Lyon               | FC de Lyon         | 0                           | 0               | 0                           | 0                           |                             |                             |  |  |                         |                         |                         |                         |  |  | Le 26 avril 1903 à Toulouse | Le 26 avril 1903 à Toulouse | Le 26 avril 1903 à Toulouse | Le 26 avril 1903 à Toulouse |
|  | RC Chalon                 | RC Chalon                              | Le 5 avril 1903 au Havre |                    |                             |                 | 0                           | 0                           |                             |                             |  |  |                         |                         |                         |                         |  |  | Le 26 avril 1903 à Toulouse | Le 26 avril 1903 à Toulouse | Le 26 avril 1903 à Toulouse | Le 26 avril 1903 à Toulouse |
|  | FC de Lyon                | FC de Lyon                             | 36                       | 36                 |                             |                 |                             |                             |                             |                             |  |  |                         |                         |                         |                         |  |  | Le 26 avril 1903 à Toulouse | Le 26 avril 1903 à Toulouse | Le 26 avril 1903 à Toulouse | Le 26 avril 1903 à Toulouse |
|  | FC de Lyon                | FC de Lyon                             | 36                       | 36                 | FC de Lyon                  | FC de Lyon      | (8) 6                       | (8) 6                       |                             |                             |  |  |                         |                         |                         |                         |  |  | Le 26 avril 1903 à Toulouse | Le 26 avril 1903 à Toulouse | Le 26 avril 1903 à Toulouse | Le 26 avril 1903 à Toulouse |
|  | Le 8 mars 1903 à Grenoble |                                        |                          |                    | FC de Lyon                  | FC de Lyon      | (8) 6                       | (8) 6                       |                             |                             |  |  |                         |                         |                         |                         |  |  | Le 26 avril 1903 à Toulouse | Le 26 avril 1903 à Toulouse | Le 26 avril 1903 à Toulouse | Le 26 avril 1903 à Toulouse |
|  |                           |                                        | Stade grenoblois         | Stade grenoblois   | (0) 0                       | (0) 0           |                             |                             |                             |                             |  |  |                         |                         |                         |                         |  |  | Le 26 avril 1903 à Toulouse | Le 26 avril 1903 à Toulouse | Le 26 avril 1903 à Toulouse | Le 26 avril 1903 à Toulouse |
|  | Stade grenoblois          | Stade grenoblois                       | Stade grenoblois         | Stade grenoblois   | (0) 0                       | (0) 0           | 27                          | 27                          |                             |                             |  |  |                         |                         |                         |                         |  |  | Le 26 avril 1903 à Toulouse | Le 26 avril 1903 à Toulouse | Le 26 avril 1903 à Toulouse | Le 26 avril 1903 à Toulouse |
|  | Stade grenoblois          | Stade grenoblois                       |                          |                    |                             |                 |                             | 27                          |                             |                             |  |  |                         |                         |                         |                         |  |  | Le 26 avril 1903 à Toulouse | Le 26 avril 1903 à Toulouse | Le 26 avril 1903 à Toulouse | Le 26 avril 1903 à Toulouse |
|  | UA de Provence            | UA de Provence                         | 0                        | 0                  |                             |                 |                             |                             |                             |                             |  |  |                         |                         |                         |                         |  |  | Le 26 avril 1903 à Toulouse | Le 26 avril 1903 à Toulouse | Le 26 avril 1903 à Toulouse | Le 26 avril 1903 à Toulouse |
|  | UA de Provence            | UA de Provence                         | 0                        | 0                  | SOE de Toulouse             | SOE de Toulouse | 8                           | 8                           |                             |                             |  |  |                         |                         |                         |                         |  |  |                             |                             |                             |                             |
|  |                           |                                        |                          |                    | SOE de Toulouse             | SOE de Toulouse | 8                           | 8                           |                             |                             |  |  |                         |                         |                         |                         |  |  |                             |                             |                             |                             |
|  |                           |                                        | Stade français           | Stade français     | 16                          | 16              |                             |                             |                             |                             |  |  |                         |                         |                         |                         |  |  |                             |                             |                             |                             |
|  |                           |                                        |                          |                    | 16                          | 16              |                             |                             |                             |                             |  |  |                         |                         |                         |                         |  |  |                             |                             |                             |                             |
|  |                           |                                        |                          |                    |                             |                 |                             |                             |                             |                             |  |  |                         |                         |                         |                         |  |  |                             |                             |                             |                             |
|  |                           |                                        |                          |                    |                             |                 |                             |                             |                             |                             |  |  |                         |                         |                         |                         |  |  |                             |                             |                             |                             |
|  |                           |                                        |                          |                    |                             |                 |                             |                             |                             |                             |  |  |                         |                         |                         |                         |  |  |                             |                             |                             |                             |
|  |                           |                                        |                          |                    |                             |                 |                             |                             |                             |                             |  |  |                         |                         |                         |                         |  |  |                             |                             |                             |                             |
|  |                           |                                        |                          |                    |                             |                 |                             |                             |                             |                             |  |  |                         |                         |                         |                         |  |  |                             |                             |                             |                             |
|  |                           |                                        |                          |                    |                             |                 |                             |                             |                             |                             |  |  |                         |                         |                         |                         |  |  |                             |                             |                             |                             |
|  |                           | Le 8 mars 1903 au Paris                |                          |                    |                             |                 |                             |                             |                             |                             |  |  |                         |                         |                         |                         |  |  |                             |                             |                             |                             |
|  |                           |                                        |                          |                    |                             |                 |                             |                             |                             |                             |  |  |                         |                         |                         |                         |  |  |                             |                             |                             |                             |
|  | Le Havre AC               | Le Havre AC                            | 0                        | 0                  |                             |                 |                             |                             |                             |                             |  |  |                         |                         |                         |                         |  |  |                             |                             |                             |                             |
|  | Le Havre AC               | Le Havre AC                            | 0                        | 0                  |                             |                 |                             |                             |                             |                             |  |  |                         |                         |                         |                         |  |  |                             |                             |                             |                             |
|  |                           |                                        | Stade français           | Stade français     | 14                          | 14              |                             |                             |                             |                             |  |  |                         |                         |                         |                         |  |  |                             |                             |                             |                             |
|  |                           |                                        |                          |                    | 14                          | 14              |                             |                             |                             |                             |  |  |                         |                         |                         |                         |  |  |                             |                             |                             |                             |
|  |                           |                                        |                          |                    |                             |                 |                             |                             |                             |                             |  |  |                         |                         |                         |                         |  |  |                             |                             |                             |                             |
|  |                           |                                        |                          |                    |                             |                 |                             |                             |                             |                             |  |  |                         |                         |                         |                         |  |  |                             |                             |                             |                             |
|  | Le Havre AC               | Le Havre AC                            | 9                        | 9                  |                             |                 |                             |                             |                             |                             |  |  |                         |                         |                         |                         |  |  |                             |                             |                             |                             |
|  | Le Havre AC               | Le Havre AC                            | 9                        | 9                  |                             |                 |                             |                             |                             |                             |  |  |                         |                         |                         |                         |  |  |                             |                             |                             |                             |
|  |                           |                                        | VS chartrain             | VS chartrain       | 0                           | 0               |                             |                             |                             |                             |  |  |                         |                         |                         |                         |  |  |                             |                             |                             |                             |
|  |                           |                                        |                          |                    | 0                           | 0               |                             |                             |                             |                             |  |  |                         |                         |                         |                         |  |  |                             |                             |                             |                             |
|  |                           |                                        |                          |                    |                             |                 |                             |                             |                             |                             |  |  |                         |                         |                         |                         |  |  |                             |                             |                             |                             |
|  |                           |                                        |                          |                    |                             |                 |                             |                             |                             |                             |  |  |                         |                         |                         |                         |  |  |                             |                             |                             |                             |
|  |                           |                                        |                          |                    |                             |                 |                             |                             |                             |                             |  |  |                         |                         |                         |                         |  |  |                             |                             |                             |                             |
|  |                           |                                        |                          |                    |                             |                 |                             |                             |                             |                             |  |  |                         |                         |                         |                         |  |  |                             |                             |                             |                             |

### Détails des rencontres

#### Est contre Sud-Est
Le 22 février 1903, à Chalon-sur-Saône, le FC de Lyon gagna son match 36 à 0 contre le RC Chalon. Sur les 10 essais lyonnais, on note ceux de Desthieux (4), Peillon (3), Varvier, Edel et Jannerot. Trois transformations passées par Lambking, Baroget et Vuillermet.

#### Champion de la Garonne, Sud contre Sud-Ouest
Le 1er mars, le Stade olympien recevait le Stade bordelais UC à la prairie des Filtres. À la stupéfaction générale, le SOET vainc le SBUC sur un score de 8 à 3. Lagaillarde et Pujol inscrivent les deux essais toulousains un est transformé par Fabregat. Côté bordelais, Caihol marque leur seul essai.

#### Littoral contre Alpes
Par lettre de M. Lamorte-Félines, président du comité des Alpes de l'USFSA, adressé à la commission de football-rugby de l'USFSA, informe « que l'Olympique de Marseille champion du Littoral, ayant déclaré forfait, pour le match Interrégional, qui devait se disputer le 22 février à Grenoble, le Stade grenoblois champion des Alpes est qualifié pour jouer contre le FC de Lyon, le 8 mars à Lyon ».
Le journal l'Auto, dans son édition du 2 mars 1903, indique que le match, du 1er mars, devait se dérouler contre l'UA de Provence qui déclara forfait car l'USFSA n'avait pas encore reconnu officiellement le champion du Littoral.
Lors de la séance du 3 mars 1903, l'USFSA reconnaît l'UAP comme champion du Littoral et peut donc évoluer dans le championnat.
Finalement, le Stade grenoblois et l'UA de Provence se rencontre le 8 mars 1903 et les alpins s'imposent (27-0), on compte deux buts sur coup franc de Couturier et de Royas et neuf essais de Benn (3), Bastin (2), Côte, Emptoz, Couturier et Royas.

#### Haute-Normandie contre Centre-Ouest
Le 8 mars 1903, au Vélodrome du Parc des Princes, Le Havre AC est vainqueur du VS chartrain (8-0) après les essais de Meyer et de Guthie et une pénalité de Wood.

#### Champion du Rhône, Sud-Est contre Alpes
Le 15 mars 1903, le FC de Lyon affronte le Stade grenoblois et se conclut sur un score vierge. L'arbitre, M. Caron du Lyon olympique donne une prolongation de 20 minutes pour les départager. Cessieux inscrit un essai transformé par Mattan et un coup franc par Lambking. Score final, 8 points pour Lyon à néant. Cependant, les grenoblois n'étaient que 14 joueurs et Grenoble porte réclamation car l'arbitre avait oublié de faire changer de camp aux équipes lors de la prolongation.
Le match est à rejouer le 22 mars et Lyon en ressort toujours victorieux (6-0), essais de Cessieux et de Vuillermet.

#### Finale interrégionale, Garonne contre Rhône
Le 29 mars 1903, au Vélodrome du Parc des Princes, le Stade olympien fait face au FC de Lyon. C'est grâce à un essai d'Augustin Pujol que les toulousains se qualifient pour la première fois en finale du championnat de France. Il s'agit du second club de province en finale après Bordeaux.

#### Champion de la Seine (Demi-finale), Manche contre Paris
Comme indiqué précédemment, le Racing CF était le champion de Paris. Au 22 mars, les racingmen battent à l'extérieur les havrais (12-5) après les essais de Kligelhoefer (2) et Lannes et une transformation de Pellet à un essai de Carré transformé par Wood.
À la suite de la disqualification du RCF, c'est le Stade français qui le remplace. La rencontre a lieu le 5 avril 1906 toujours au Havre. Paris remporte encore la partie (14-0). Beaurin et Rousseau inscrivent deux essais chacun dont un transformé par Beaurin.

## Finale
La finale du championnat de France cette édition se déroule en province et elle se joue sur le terrain de la ville qui s'est hissée en finale. Sur la pelouse du parc de la prairie des Filtres, les deux équipes s'affrontent pour la première finale du Championnat de France à Toulouse.
La finale était prévue au 5 avril mais en raison de la disqualification du Racing, elle fut repoussée au 26 avril. Le Stade olympien a mal préparé sa finale et ne s'est pas entrainé pour celle-ci, son dernier match remonte au 29 mars (match contre le FCL).

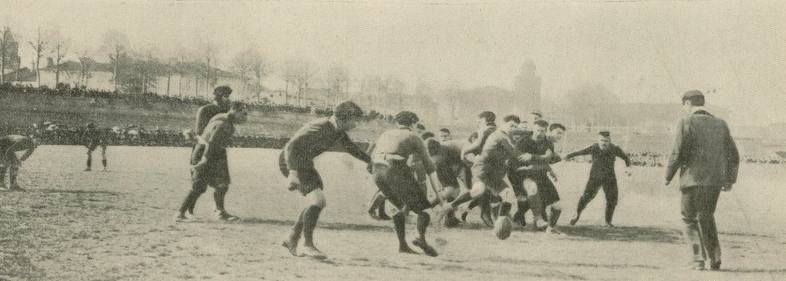
Ballon sortie après une mêlée, l'arbitre, Robert Coulom, sur le côté à droite.

Le délégué de l'USFSA pour ce match n'est d'autre que Charles Brennus, président de la commission de football-rugby de l'USFSA et l'arbitre de la rencontre est Robert Coulom du SCUF.
Les toulousains sont rapidement dominés par les parisiens en première période. Les olympiens s'accrochent et inscrivent tous leurs points en seconde période et ne concèdent qu'un essai transformé laissant alors le Stade français champion pour la 7e fois.
L'USFSA est satisfaite de cette finale qui bat le record de recette pour l'époque soit 1,800 francs.
| Dimanche 26 avril 1903 15h15 | SOE de Toulouse                                            | 8 - 16 (0 - 11) | Stade français                                                              | Terrain de la prairie des Filtres, Toulouse 5 000 spectateurs Arbitre : Robert Coulom |
| Dimanche 26 avril 1903 15h15 | Essai(s) : Pujol (2) et Fabrégat Transformation(s) : Pujol |                 | Essai(s) : Lesieur, Ancona, Jérôme et Amand Transformation(s) : Beaurin (2) | Terrain de la prairie des Filtres, Toulouse 5 000 spectateurs Arbitre : Robert Coulom |
| Dimanche 26 avril 1903 15h15 |                                                            |                 |                                                                             | Terrain de la prairie des Filtres, Toulouse 5 000 spectateurs Arbitre : Robert Coulom |

Parmi les finalistes toulousains, le capitaine Albert Cuillé et Augustin Pujol rejoindront le Stade français et disputeront la finale de l'édition 1906.